# ГАМКА-ро-рецептор
ГАМКА-ρ-рецептори початково були виділені серед родини ГАМК-рецепторів як підклас ГАМКА-рецепторів під назвою ГАМКС-рецептори. Загалом структура та функції АМКА-ρ-рецепторів близькі до ГАМКА.
ГАМКА-ρ-рецептори у дорослих ссавців локалізовані в ретикулярній формації, а в процесі індивідуального розвитку тимчасово спостерігаються в нейронах гіпокампу та мозочку. Ці рецептори є іонно-канальними, але, на відміну від інших ГАМКА, нечутливі до бікукулліну та бенздіазепінів, і активуються селективним лігандом – цис-амінокротоновою кислотою (Cys-Aminocrotonic Acid, САСА). Структурно, також на відміну від інших ГАМКА-рецепторів, дані рецептори складаються лише з одного типу субодиниць - ρ, в котрому існують три ізоформи.
АМКА-ρ-рецептори, як і класичні ГАМКА, можуть бути заблоковані пікротоксином.
Гени, що кодують синтез ρ-субодиниць, котрі складають ГАМКС-рецептор, у людини локалізовані в 6-й хромосомі, на відміну від генів, що кодують ГАМКА-рецептор, які локалізовані в 4, 5, 15 та Х-хромосомах.

## Властивості ГАМКС-рецепторів
| Природний агоніст              | ГАМК                          |
| Селективний агоніст            | САСА                          |
| Антагоніст                     | Пікротоксин                   |
| Селективний антагоніст         | ТРМРА, ІМА                    |
| Модулятори: бенздіазепіни      | Не завдають впливу            |
| барбітурати                    | Не завдають впливу            |
| Zn2+ (IC50)                    | Інгібіювання ρ1 100μM         |
| Нейростероїди                  | Не завдають впливу            |
| Ефективність ГАМК (ЕС50)       | 1 - 4μM                       |
| Іони, що проходять через канал | Cl- та НСО3-                  |
| Активація рецептора            | Повільна (десятки мілісекунд) |
| Десенсетизація                 | Повільна та неповна           |
| Провідність каналу             | 7pS                           |